# Камия, Эрина
Эрина Камия (яп. 神谷 衣理那; род. 5 января 1992 года, в Обихиро, префектура Хоккайдо) — японская конькобежка. Участница зимних Олимпийских игр 2018 года.

## Биография
Эрина Камия начала кататься на коньках в возрасте 4 лет. Когда она училась в средней школе Сиракаба Гакуэн в 2005 году выиграла чемпионат средних школ на дистанциях 500 и 1000 метров. В 2008, 2010 и 2011 году выиграла спринтерский Всеяпонский чемпионат по конькобежному спорту среди юниоров.
Она заняла 4-е места на дистанции 500 метров на чемпионате мира среди юниоров в 2010 и 2011 году. На чемпионате Японии на одиночных дистанциях в 2013 году Камия заняла 3-е место дистанции 1000 метров. В том же году дебютировала на чемпионате мира на одиночных дистанциях в Сочи и заняла 19-е место в забеге на 1000 м. В олимпийском отборе в 2013 году Камия не смогла квалифицироваться на олимпийский турнир 2014 года.
После игр она решила отдохнуть от спорта, но через год после того, как пришла в команду "Takadan Construction Co., Ltd." она вернулась к соревнованиям. В октября 2015 года на чемпионате Японии выиграла серебряную медаль на дистанции 500 м, а в декабре на чемпионате Японии в многоборье заняла 3-е место. В 2016 году на чемпионате мира в Сеуле она заняла 25-е место в спринте. 
В сезоне 2016/17 она успешно выступила в Кубке мира в одиночных дисциплинах, выиграв бронзу в общем зачёте на дистанции 500 метров. А также на чемпионате мира в Калгари поднялась на 12-е место в многоборье. В конце 2017 года Камия заняла 3-е место в беге на 1000 метров в национальном чемпионате и выступала на Кубке мира. 
В 2018 году на зимних Олимпийских играх в Пхёнчхане она заняла 13-е место на дистанции 500 м. В конце 2019 года Эрина Камия завершила карьеру спортсменки..

## Личная жизнь
Её хобби - просмотр DVD-дисков и музыки третьего поколения. Soul Brothers.